# (1263) Varsavia
(1263) Varsavia es un asteroide perteneciente al cinturón de asteroides descubierto por Sylvain Julien Victor Arend el 23 de marzo de 1933 desde el Real Observatorio de Bélgica, Uccle.

## Designación y nombre
Varsavia fue designado al principio como 1933 FF.
Más adelante se nombró por Varsovia, capital de Polonia, a partir de la latinización de Warsaw.

## Características orbitales
Varsavia está situado a una distancia media del Sol de 2,665 ua, pudiendo acercarse hasta 2,165 ua. Tiene una excentricidad de 0,1877 y una inclinación orbital de 29,27°. Emplea 1589 días en completar una órbita alrededor del Sol.